# 浪久圭司
浪久 圭司（なみひさ けいじ、1941年（昭和16年） - ）は、日本のアナウンサー、朗読者、実業家。東京都出身。

## 略歴
生家は海苔店。早稲田高等学院を経て1964年に早稲田大学政治経済学部を卒業後、フジテレビにアナウンサーとして入社。その後、制作部門、管理部門、フジテレビ常務取締役、BSフジ社長、BSフジ代表取締役会長（2009年まで）を歴任。2010年、フジテレビの同僚に誘われて朗読への道へ。2010年、公益財団法人多摩市文化振興財団（パルテノン多摩）代表理事。2018年11月、公益財団法人多摩市文化振興財団（パルテノン多摩）代表理事を退任。

## 過去の担当番組
- スポーツ中継
- 3時のあなた（1969年4月 - 1970年9月）
- FNNニュースレポート6:00（不定期）